# Crotalus enyo
El cascabel de Baja California (Crotalus enyo) es una especie de serpiente venenosa que pertenece a la subfamilia de víboras de foseta. Es endémica de la zona costera del noroeste de México. En la actualidad se distinguen 3 subespecies reconocidas, incluyendo la subespecie nominal descrita en el presente artículo.

## Descripción
Esta especie puede alcanzar una longitud máxima de 89.8 cm.
Existe dimorfismo sexual, ya que los machos suelen ser más grandes que las hembras. La cabeza es relativamente pequeña y estrecha, mientras que los ojos son proporcionalmente más grandes.

## Distribución geográfica y hábitat
Su área de distribución se extiende sobre la zona costera del noroeste de México. En el norte incluye la península de Baja California desde Río San Telmo en la costa oeste y de Isla Angel de la Guarda en la costa del golfo, hacia el sur hasta Cabo San Lucas. También vive en las siguientes islas del Golfo de California: San Marcos, Carmen, San José, San Francisco, Partida del Sur, Santo y Cerralvo Espírita. También habita la isla de San Margarita en el Pacífico. La localidad tipo es "Cabo San Lucas, Baja California Sur."
Su hábitat preferido suele ser el desierto, pero en la parte noroeste de su área de distribución es posible encontrarlo en el chaparral, mientras que en la región del Cabo (Sierra de San Lázaro) vive en bosque de pino-encino y bosque tropical caducifolio. Se puede encontrar en zonas rocosas con matorral espinoso áridas y cactus, pero a veces también en las dunas de arena. A menudo atraídos por los roedores que suelen acompañar la habitación humana, donde se lo puede encontrar en montones de basura.

## Alimentación
Las serpientes de esta especie, independientemente de su tamaño, se alimentan de pequeños roedores, lagartos y ciempiés. Los adultos también se alimentan de ciempiés grandes del género Scolopendra.

## Subespecies
| Subespecies        | Autor taxonómico    | Nombre común                 | Distribución geográfica                                              |
| ------------------ | ------------------- | ---------------------------- | -------------------------------------------------------------------- |
| C. e. cerralvensis | Cliff, 1954         | Cascabel de la Isla Cerralvo | Isla Cerralvo en el Golfo de California.                             |
| C. e. enyo         | (Cope, 1861)        | Cascabel de Baja California  | Baja California, México, de El Rosario hacia el sur de la península. |
| C. e. furvus       | Lowe & Norris, 1954 | Cascabel de Rosario          | Baja California, México, de Río San Telmo hasta El Rosario.          |